# Bassae
Bassae1 (Grieks: Βάσσες, Vasses; Oudgrieks: Βάσσαι, wat zoveel betekent als 'ravijnen') is de naam voor de plaats waar zich de ruïne van de tempel van Apollon Epikourios bevindt, een werelderfgoed. De oudheid ligt in de bergen, nabij het plaatsje (kinotita) Skliros, dat deel uitmaakt van de deelgemeente Ira van Oichalia in de regionale eenheid Messenië (Peloponnesos).